# Ocorono
Ocorono su malena grupa indijanskih plemena koje Chamberlain (1907.) vodi kao nezavisnu jezičnu porodicu Ocoronan (Chamberlain, 1907.), a danas se (prema Paulu Rivetu) smatra dijelom porodice Chapacuran.
Porodica Ocoronan dobivla je ime po glavnom plemenu Ocorono nastanjenu duž gornjeg toka rijeke Mamore u Boliviji. Ocorono su pod utjecajem misionara vrlo rano smješteni na misije San Ignacio, San Martin i San Marta de Moxos. O kulturi je malo poznato, a podaci potječu od pisanih misionarskih izvještaja. Jezik je izumro.